# حمام کردلر
حمام کردلر مربوط به اوایل دوره پهلوی دوم است و در شهرستان اسکو، شهر ایلخچی، روستای کردلر، خیابان امام، میدان امام حسین واقع شده و این اثر در تاریخ ۲۵ آبان ۱۳۸۷ با شمارهٔ ثبت ۲۳۶۱۲ به‌عنوان یکی از آثار ملی ایران به ثبت رسیده است. و تخریب گردید